# Біафо (льодовик)
Біафо — льодовик у Пакистані (Гілгіт-Балтистан), в гірській системі Каракорум. Один із найбільших льодовиків, розташованих поза межами полярних областей.
Довжина льодовика — 67 км, площа — 100 км2. З'єднується з льодовиком Хіспар на перевалі Хіспар-Ла і разом із ним утворює одну з найдовших льодовикових систем у світі, понад 100 км у довжину. Цей траверс з'єднує два колишні гірські королівства: Нагар на заході i Балтистан на сході.

## Тваринний світ
Представників дикої природи можна побачити протягом усього походу. Трапляються козли, а саме козел гвинторогий та снігова коза. Також район славиться бурими ведмедями і сніжними барсами, хоча їх спостерігають рідко.

## Галарея

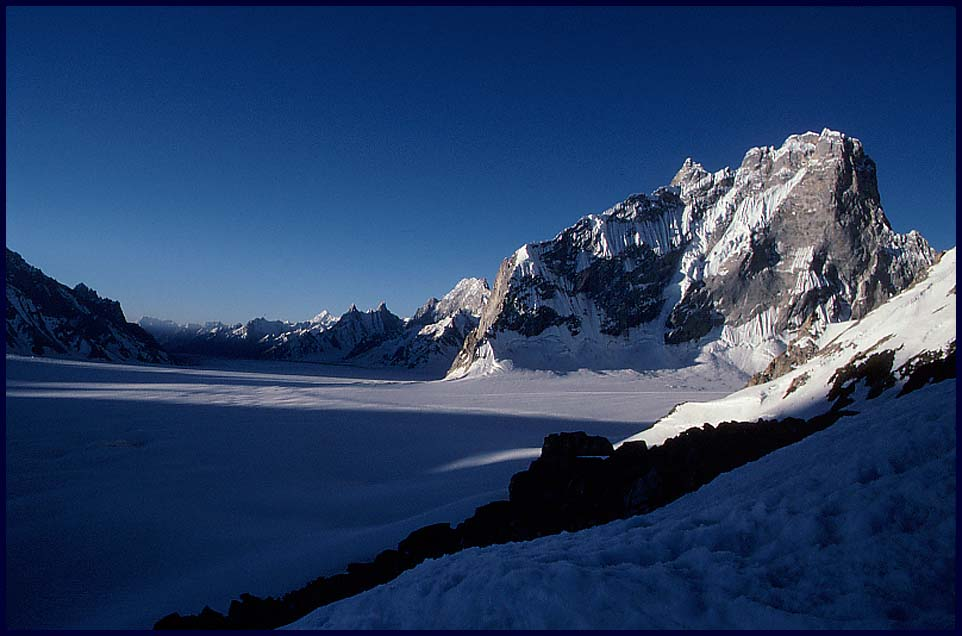
Вид на схід із замерзлого озера.
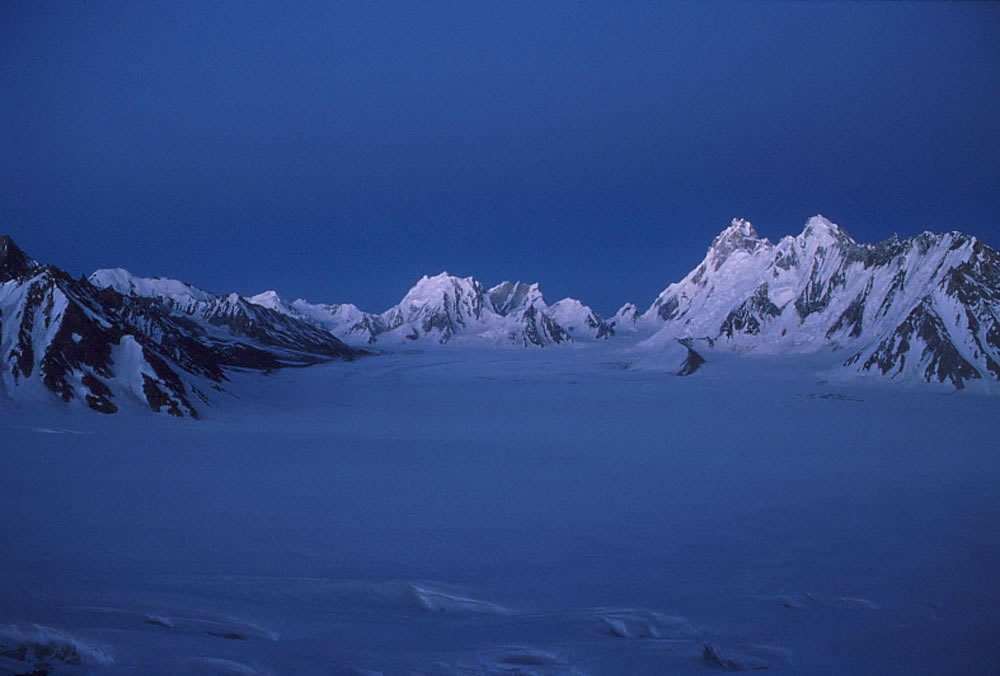
Замерзле озеро в Біафо.
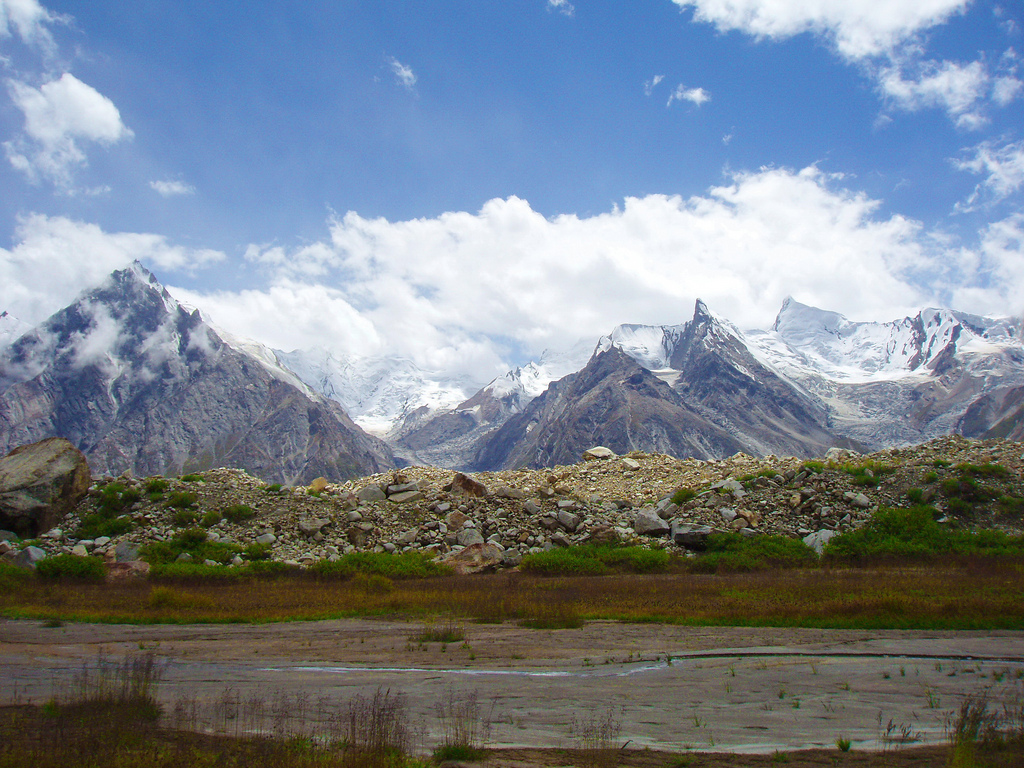
Вид на льодовик із Гілгіт-Балтистану
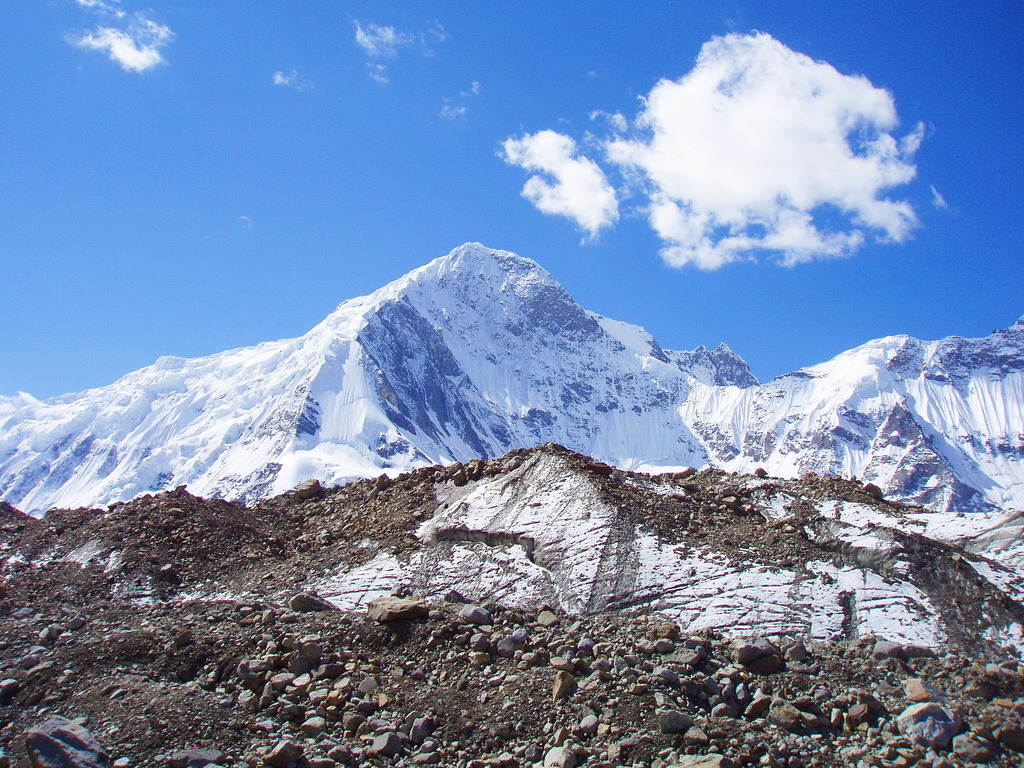
Вид на льодовик